# Кабков Яків Іванович
Яків Іванович Кабков (нар. 22 жовтня 1908, місто Клинці Чернігівської губернії, тепер Брянської області, Російська Федерація — 15 травня 2001, Москва, Російська Федерація) — радянський партійний діяч, міністр рибної промисловості Української РСР. Депутат Верховної Ради РРФСР. Кандидат у члени ЦК КПУ в 1956—1960 р. Член Центральної Ревізійної Комісії КПРС у 1961—1971 р. Кандидат у члени ЦК КПРС у 1971—1986 р.

## Біографія
Трудову діяльність розпочав у 1920 році наймитом, потім працював складальником в районній друкарні.
Член ВКП(б) з 1930 року.
У 1937 році закінчив Одеський механіко-технологічний інститут консервної промисловості.
У 1938—1940 роках — начальник Головплодовочу Народного комісаріату харчової промисловості Української РСР; директор Всесоюзного науково-дослідного інституту плодоовочевої промисловості.
У 1940 — травні 1941 року — інструктор промислового відділу ЦК КП(б)У. З травня 1941 року — заступник завідувача відділу легкої і харчової промисловості ЦК КП(б)У.
У 1941—1943 роках — в Червоній армії, слухач Військово-політичної академії імені Леніна. Учасник німецько-радянської війни. Служив заступником командира батальйону із політичної частини на Південно-Західному фронті.
У 1943 — листопаді 1946 року — заступник завідувача відділу легкої і харчової промисловості ЦК КП(б)У. У листопаді 1946 — листопаді 1948 року — заступник завідувача відділу торгівлі і громадського харчування ЦК КП(б)У. У листопаді 1948 — жовтні 1950 року — заступник завідувача планово-фінансово-торгового відділу ЦК КП(б)У.
У жовтні 1950 — вересні 1955 року — 1-й заступник міністра торгівлі Української РСР.
У вересні 1955 — 31 травня 1957 року — міністр рибної промисловості Української РСР.
У червні 1957 — липні 1958 року — завідувач відділу торгово-фінансових і планових органів ЦК КПУ.
У 1958 — листопаді 1962 року — завідувач відділу торгово-фінансових і планових органів ЦК КПРС.
У листопаді 1962 — червні 1965 року — завідувач відділу Комітету партійно-державного контролю ЦК КПРС і Ради Міністрів СРСР.
У червні 1965 — 1985 року — завідувач відділу торгівлі і побутового обслуговування ЦК КПРС.
З 1985 року — персональний пенсіонер у Москві. Похований на Новокунцевському цвинтарі.

## Нагороди
- два ордени Леніна (,20.10.1978)
- три ордени Трудового Червоного Прапора (23.01.1948, 26.02.1958,)
- орден Дружби народів
- орден Вітчизняної війни І ст.
- орден Червоної Зірки
- медалі